# Luigi Lucatello
Luigi Lucatello (Treviso, 30 luglio 1863 – Padova, 20 settembre 1926) è stato un patologo italiano.

## Biografia
Eletto rettore dell'Università di Padova nel 1919 e fino al 1926, si impegnò ad affrontarne e risolverne il complesso problema del rinnovamento edilizio; nel 1922 organizzò le celebrazioni del VII centenario della fondazione dell'ateneo, che videro la partecipazione di scienziati di tutto il mondo, convenuti nella città per la prima volta dopo la guerra. Per completare l'opera intrapresa nell'ateneo patavino, nel 1924 rifiutò di trasferirsi a Genova alla direzione della cattedra di clinica medica, lasciata da Edoardo Maragliano, alla quale era stato chiamato dalla facoltà medica.